# Nàng Juliet ở trường nội trú
Nàng Juliet ở trường nội trú (寄宿学校のジュリエット (Kí túc Học hiệu Juliet) Kishuku Gakkō no Jurietto, Juliet của trường nội trú) là một loạt manga shōnen tiếng Nhật được viết và minh họa bởi Kaneda Yōsuke. Bộ truyện được đăng định kỳ trên tạp chí Bessatsu Shōnen Magazine của Kodansha năm 2015 và chuyển sang tạp chí Weekly Shōnen Magazine vào năm 2017. Tính đến nay, mười hai tập tankōbon đã được phát hành. Ấn bản bằng tiếng Anh được xuất bản bởi Kodansha USA với ấn hiệu Kodansha Comics từ 10 tháng 4 năm 2018. Một tập light novel được viết bởi Tadahito Mochizuki và minh họa bởi chính tác giả của manga là Kaneda Yōsuke được xuất bản bởi Kodansha vào 9 tháng 2 năm 2017. Một loạt anime truyền hình được sản xuất bởi xưởng phim Liden Films được lên sóng từ 6 tháng 10 năm 2018 đến 22 tháng 12 năm 2018 trên khối chương trình Animeism.

## Cốt truyện
Bối cảnh diễn ra tại trường nội trú Dahlia Academy ở đảo Dahlia, nơi học sinh từ hai quốc gia đối lập nhau gồm Touwa Quốc ở phía đông và Công quốc West ở phía tây cùng đến, học tập và sinh sống. Những trận đánh nhau của học sinh hai quốc gia diễn ra như cơm bữa hàng ngày. Inuzuka Romio - thủ lĩnh nhà "Hắc Khuyển" Black Doggie của học sinh Touwa Quốc - có tình cảm từ bé với Juliet Persia - thủ lĩnh nhà "Bạch Miêu" White Cats của học sinh Công Quốc West. Ban đầu do dự, nhưng Romio cũng quyết định tỏ tình và muốn cùng Juliet thay đổi thế giới. Juliet, bị ấn tượng bởi quyết tâm của Romio, cô chấp nhận tình yêu của anh. Tuy nhiên vì sự thù địch của hai nước, cả Romio và Juliet đều phải nỗ lực để giữ bí mật mối quan hệ của họ với những người bạn cùng ký túc xá khác, cũng như phải cùng nhau thay đổi từ ngôi trường đến thế giới, không chỉ cho tình yêu của hai người, mà còn cho cả mối quan hệ của hai quốc gia.

## Nhân vật
Inuzuka Romio (犬塚 露壬雄)
Lồng tiếng bởi: Ono Yūki
Thủ lĩnh kí túc xá nhà "Hắc Khuyển" Black Doggie của học sinh Touwa Quốc. Cậu yêu thầm Juliet từ nhỏ và luôn bí mật bảo vệ cô ấy trong cuộc chiến của hai bên. Cậu là một người lãng mạn khi hẹn hò với Juliet và thường rụt rè khi tiến triển quan hệ. Tuy nhiên, Romio sẽ luôn đối đầu trực diện với các vấn đề, đặc biệt là về Juliet hoặc các bạn cùng trang lứa. Romio có thể chất mạnh mẽ, quyết tâm vững vàng nhưng học hành khá kém và không biết bơi.
Juliet Persia (ジュリエット・ペルシア Jurietto Perushia)
Lồng tiếng bởi: Kayano Ai 
Thủ lĩnh kí túc xá nhà "Bạch Miêu" White Cats của học sinh Công Quốc West. Cô là con gái duy nhất của gia đình Percia, một gia đình quý tộc cao cấp từ Công quốc West. Vì chỉ có nam giới mới có thể thừa hưởng cấp bậc quý tộc, nên gia đình cô có nguy cơ mất đi địa vị cao quý. Điều này và cuộc đối đầu liên tục của cô với Romio khi xưa thúc đẩy Juliet trở nên mạnh mẽ hơn để sức mạnh và trí thông minh của cô không kém gì một người đàn ông. Sau nhiều lần hiểu lầm sự nương tay của Romio là coi thường mình, cô hẹn đấu kiếm với Romio. Kết quả là nhận được lời tỏ tình và hai người trở thành một cặp đôi trong bí mật. Xuyên suốt bộ truyện, cảm xúc của cô đối với Romio ngày càng lớn hơn.

## Truyền thông

### Manga
Kishuku Gakkō no Juliet do Kaneda Yōsuke sáng tác và vẽ minh hoạ. Series manga được bắt đầu tuần tự hóa trên đề mục thứ tám của Kodansha của Bessatsu Shōnen Magazine năm 2015 (với one-shot được ra mắt trong đề mục đầu tiên vào năm 2015), sau đó series chuyển tới Weekly Shōnen Magazine vào năm 2017. Tính tới ngày 15 tháng 2 năm 2019 đã có mười hai tập đã được biên soạn trong định dạng tankōbon. Bộ truyện đã được Kodansha USA cấp phép xuất bản kỹ thuật số bằng tiếng Anh, họ đã phát hành tập đầu tiên dưới ấn phẩm Kodansha Comics của họ vào ngày 10 tháng 4 năm 2018.
| #                                                                                               | Phát hành Tiếng Nhật | Phát hành Tiếng Nhật                                              | Phát hành Tiếng Việt | Phát hành Tiếng Việt |
| #                                                                                               | Ngày phát hành       | ISBN                                                              | Ngày phát hành       | ISBN                 |
| ----------------------------------------------------------------------------------------------- | -------------------- | ----------------------------------------------------------------- | -------------------- | -------------------- |
| 1                                                                                               | 9 tháng 11 năm 2015  | 978-4-06-395526-2                                                 | 29 tháng 7 năm 2024  | 978-604-2-38181-9    |
| 2                                                                                               | 8 tháng 4 năm 2016   | 978-4-06-395641-2                                                 | 12 tháng 8 năm 2024  | 978-604-2-38182-6    |
| 3                                                                                               | 9 tháng 9 năm 2016   | 978-4-06-395751-8                                                 | 26 tháng 8 năm 2024  | 978-604-2-38183-3    |
| 4                                                                                               | 9 tháng 2 năm 2017   | 978-4-06-395862-1                                                 | 16 tháng 9 năm 2024  | 978-604-2-38184-0    |
| 5                                                                                               | 9 tháng 8 năm 2017   | 978-4-06-510101-8 (bản thường) 978-4-06-510224-4 (bản giới hạn)   | 30 tháng 9 năm 2024  | 978-604-2-38185-7    |
| 6                                                                                               | 15 tháng 12 năm 2017 | 978-4-06-510545-0                                                 | 14 tháng 10 năm 2024 | 978-604-2-38186-4    |
| 7                                                                                               | 16 tháng 3 năm 2018  | 978-4-06-511071-3                                                 | 28 tháng 10 năm 2024 | 978-604-2-38187-1    |
| 8                                                                                               | 15 tháng 6 năm 2018  | 978-4-06-511613-5                                                 | 11 tháng 11 năm 2024 | 978-604-2-38188-8    |
| 9                                                                                               | 14 tháng 9 năm 2018  | 978-4-06-512604-2 (bản giới hạn) 978-4-06-513071-1 (bản giới hạn) | 25 tháng 11 năm 2024 | 978-604-2-38189-5    |
| 10                                                                                              | 17 tháng 10 năm 2018 | 978-4-06-512995-1                                                 | 9 tháng 12 năm 2024  | 978-604-2-38190-1    |
| 11                                                                                              | 17 tháng 12 năm 2018 | 978-4-06-513488-7 (bản thường) 978-4-06-514689-7 (bản giới hạn)   | 23 tháng 12 năm 2024 | 978-604-2-38191-8    |
| 12                                                                                              | 15 tháng 2 năm 2019  | 978-4-06-514128-1                                                 | 6 tháng 1 năm 2025   | 978-604-2-38192-5    |
| 13                                                                                              | 17 tháng 5 năm 2019  | 978-4-06-514886-0                                                 | 20 tháng 1 năm 2025  | 978-604-2-39025-5    |
| 14                                                                                              | 17 tháng 7 năm 2019  | 978-4-06-515311-6                                                 | 17 tháng 2 năm 2025  | 978-604-2-26727-4    |
| 15                                                                                              | 17 tháng 9 năm 2019  | 978-4-06-516450-1                                                 | —                    | 978-604-2-26728-1    |
| 16                                                                                              | 15 tháng 11 năm 2019 | 978-4-06-517359-6 (bản thường) 978-4-06-517632-0 (bản giới hạn)   | —                    | 978-604-2-26729-8    |
| Mã ISBN tiếng Việt được lấy từ Cục Xuất bản, In và Phát hành - Bộ Văn hóa, Thể thao và Du lịch. |                      |                                                                   |                      |                      |

### Anime
Bộ anime chuyển thể đã được công bố vào tháng 3 năm 2018. Bộ anime được đạo diễn bởi Takuno Seiki và hoạt hình của Liden Films, với Yoshioka Takao viết kịch bản, Morimoto Yūki thiết kế các nhân vật và Yokoyama Masaru sáng tác nhạc. Bộ phim được phát sóng từ ngày 6 tháng 10 đến ngày 22 tháng 12 năm 2018, trong Cube Animeism trên MBS, TBS, BS-TBS. Bộ phim được phát trực tuyến trên Amazon Prime Video ở Nhật Bản và các thị trường khác ngoài Trung Quốc. Chủ đề mở đầu của sê-ri có tên "Love With You" được thực hiện bởi fripSide và chủ đề kết thúc có tên "Itsuka Sekai ga Kawaru Made" (いつか世界が変わるまで) được thực hiện bởi Iida Riho. Bộ phim kéo dài 12 tập.